# Lime Cordiale
A Lime Cordiale egy 2009-ben alakult ausztrál pop rock együttes Sydneyből, Új-Dél-Walesből. A bandát Oli és Louis Leimbach testvérek, valamint James Jennings, Felix Bornholt és Nicholas Polovineo további turnézó tagok alkotják. 2017-ben adták ki első stúdióalbumukat Permanent Vacation címmel. Az együttes fellépett a Groovin' the Moo-n és a South by Southwest (SXSW)-en. A 2020-as ARIA Music Awards díjátadón nyolc kategóriában jelölték őket, és elnyerték a Breakthrough Artist – Release díjat második albumukért, a 14 Steps to a Better You-ért (2020. július).

## Karrier

### 2009–2016: Korai kislemezek
A Lime Cordiale az ausztráliai Sydney északi partjainál alakult 2009 szeptemberében, eleinte Oli és Louis Leimbach testvérekből, Brendan Championből és James Jenningsből állt. A csoport azután jött létre, hogy felismerték kölcsönös szeretetüket a pop iránt, és vágyukat eredeti és izgalmas zene létrehozására. Elkezdtek fellépni Sydney környékén.
Miután meglátta őket egy zenekari versenyen az Icehouse frontembere, Iva Davies, azonnal felvette velük a kapcsolatot, és egy mentori együttműködés vette kezdetét Ivával és a zenekarral, akik egy stúdióban rögzítettek néhány dalt. 2011-ben a Lime Cordiale támogatta az Icehouse-t a 2011-es visszatérő turnéjukon. 2011-ben a duó három kislemezt adott ki a Bandcamp -en keresztül, és több mint 60 élő show-t játszott.
2012 júliusában a Lime Cordiale kiadta debütáló meghosszabbított darabját, a Faceless Catet, amely a "Pretty Girl" kislemezt is magába foglalta.
2013-ban kiadták második meghosszabbított albumukat, a Falling Up the Stairst, amely a "Bullshit Aside" és a "Sleeping At Your Door" kislemezeket tartalmazta. A kislemez producere Daniel Denholm volt.
2015-ben három kislemezt adtak ki, 2015 novemberében pedig harmadik meghosszabbított darabjukat, a Road to Paradise-t.

### 2017–2019:Permanent Vacationés14 Steps to a Better You
2017 augusztusában a Lime Cordiale kiadta a "Temper Temper" című dalt, amely a 2017 októberében kiadott debütáló stúdióalbumuk vezető kislemeze, Permanent Vacation címmel került kiadásra, producere Dave Hammer volt. A Permanent Vacation a 79. helyen végzett az ARIA toplistáján.
2019 januárjában a "Dirt Cheap" című kislemezük a 86. helyet szerezte meg a 2018-as Triple J Hottest 100-on.
2019 februárjában kiadták a "Money" című kislemezüket.
2019 májusában mutatták be az " Inappropriate Behavior" kislemezt a Triple J-n, ahol a hamarosan megjelenő új albumukról is beszéltek.
2019 szeptemberében kiadták a "Robbery" című kislemezt, egy dalt, amely arról szól, hogy "keríts egy lányt, aki ellopta a szívedet". Ez a megjelenést kísérő országos turné híre mellé érkezett.
2020 januárjában négy daluk szerepelt a 2019-es Triple J Hottest 100-ban, a „Robbery” pedig a 7. helyen végzett.
2020 júliusában a banda kiadta a 14 Steps to a Better You című albumot, amely az ARIA-listák első helyén végzett. A 14 Steps to a Better You (Relapse) újrakiadása 2020. november 13-án jelent meg, és további 6 számot tartalmazott.
2020 novemberében a Lime Cordiale megjelent az ABC TV QandA című műsorában.

### 2021–:Cordi Elba
2021 szeptemberében a Lime Cordiale kiadta az "Apple Crumble" című kislemezt, és bejelentett egy közös kislemezt Idris Elba angol színésszel és zenésszel, Cordi Elba címmel. Az album 2022. január 14-én jelent meg, és a 9. helyen végzett az ARIA-listán.

## Bandatagok
Jelenlegi tagok
- Oli Leimbach – gitár, klarinét, ének
- Louis Leimbach – basszusgitár, trombita, ének

Turnétagok
- James Jennings – dob
- Felix Bornholdt – billentyűs hangszerek
- Nick Polovineo – harsona, gitár
- Brendan Champion – harsona

## Diszkográfia
- Permanent Vacation (2017)
- 14 Steps to a Better You (2020)

## Díjak

### AIR-díjak
Az Australian Independent Record Awards (közismert nevén AIR Awards) egy évente megrendezésre kerülő díjátadó est, amely az ausztrál független zenei szektor sikerét hivatott elismerni, népszerűsíteni és ünnepelni.
| Év                 | Jelölt munka             | Díj                               | Eredmény |
| ------------------ | ------------------------ | --------------------------------- | -------- |
| AIR Awards of 2021 | 14 Steps to a Better You | Best Independent Rock Album or EP | Jelölt   |

### APRA-díjak
Az APRA Awards egy díjátadó ünnepség, amelyet az Ausztrál-ázsiai Előadói Jogok Szövetsége (APRA) rendez Ausztráliában, hogy évente elismerje tagjai zeneszerzői és dalszerzői képességeit, előadási és terjesztési teljesítményét.
| Év   | Jelölt munka                                    | Díj                                 | Eredmény |
| ---- | ----------------------------------------------- | ----------------------------------- | -------- |
| 2021 | Louis Leimback, Oli Leimback (of Lime Cordiale) | Breakthrough Songwriter of the Year | Jelölt   |
| 2021 | "Robbery"                                       | Most Performed Alternative Work     | Jelölt   |

### ARIA Music Awards
Az ARIA Music Awards egy éves díjátadó ünnepség, amely az ausztrál zene minden műfajában a kiválóságot, innovációt és teljesítményt ismeri el. 2020 -ban a Lime Cordiale-t 8 díjra jelölték, és egyet megnyert.

### J Awards
A J Awards egy 2005-ben indult ausztrál zenei díjsorozat, amelyet az Australian Broadcasting Corporation Triple J nevű, fiatalokra összpontosító rádióadója alapított. A Lime Cordiale egy jelölést kapott. 
| ÉV   | Jelölt munka             | Díj                          | Eredmény |
| ---- | ------------------------ | ---------------------------- | -------- |
| 2020 | 14 Steps to a Better You | Australian Album of the Year | Nyertes  |

### National Live Music Awards
A National Live Music Awards (NLMA) Ausztrália sokszínű élőzenei iparának széles körű elismerése, amely az ausztrál élőzenei színtér sikerét ünnepli. A díjátadás 2016-ban kezdődött. A Lime Cordiale-t egy díjra jelölték.
| Év   | Jelölt        | Díj                       | Eredmény |
| ---- | ------------- | ------------------------- | -------- |
| 2020 | Lime Cordiale | NSW Act Voice of the Year | Jelölt   |

## Fordítás
Ez a szócikk részben vagy egészben  a   Lime Cordiale című angol Wikipédia-szócikk ezen változatának fordításán alapul.  Az eredeti cikk szerkesztőit annak laptörténete sorolja fel. Ez a jelzés csupán a megfogalmazás eredetét és a szerzői jogokat jelzi, nem szolgál a cikkben szereplő információk forrásmegjelöléseként.